# Борщёвские Пески
Борщёвские Пе́ски — село в Эртильском районе Воронежской области России.
Административный центр Борщёво-Песковского сельского поселения.

## География

### Улицы
- ул. Березовская
- ул. Битюгская
- ул. Колхозная
- ул. Лесная
- ул. Луговая
- ул. Молодежная
- ул. Полевая
- ул. Центральная

## История
Село Борщёвские Пески основано в 1760 году в виде хутора Борщёво (Борщёв), когда несколько семей из села Борщёво, ныне Панинского района, перешли реку Битюг и поселились на песках. В 1870—1880 годах село именовалось просто Пески.

## Население
| 1859 | 1897  | 2000 | 2002 | 2010 |
| ---- | ----- | ---- | ---- | ---- |
| 1681 | ↗3198 | ↘897 | ↘823 | ↘605 |

В 2005 году население села составлял 823 человека.

## Ссылки

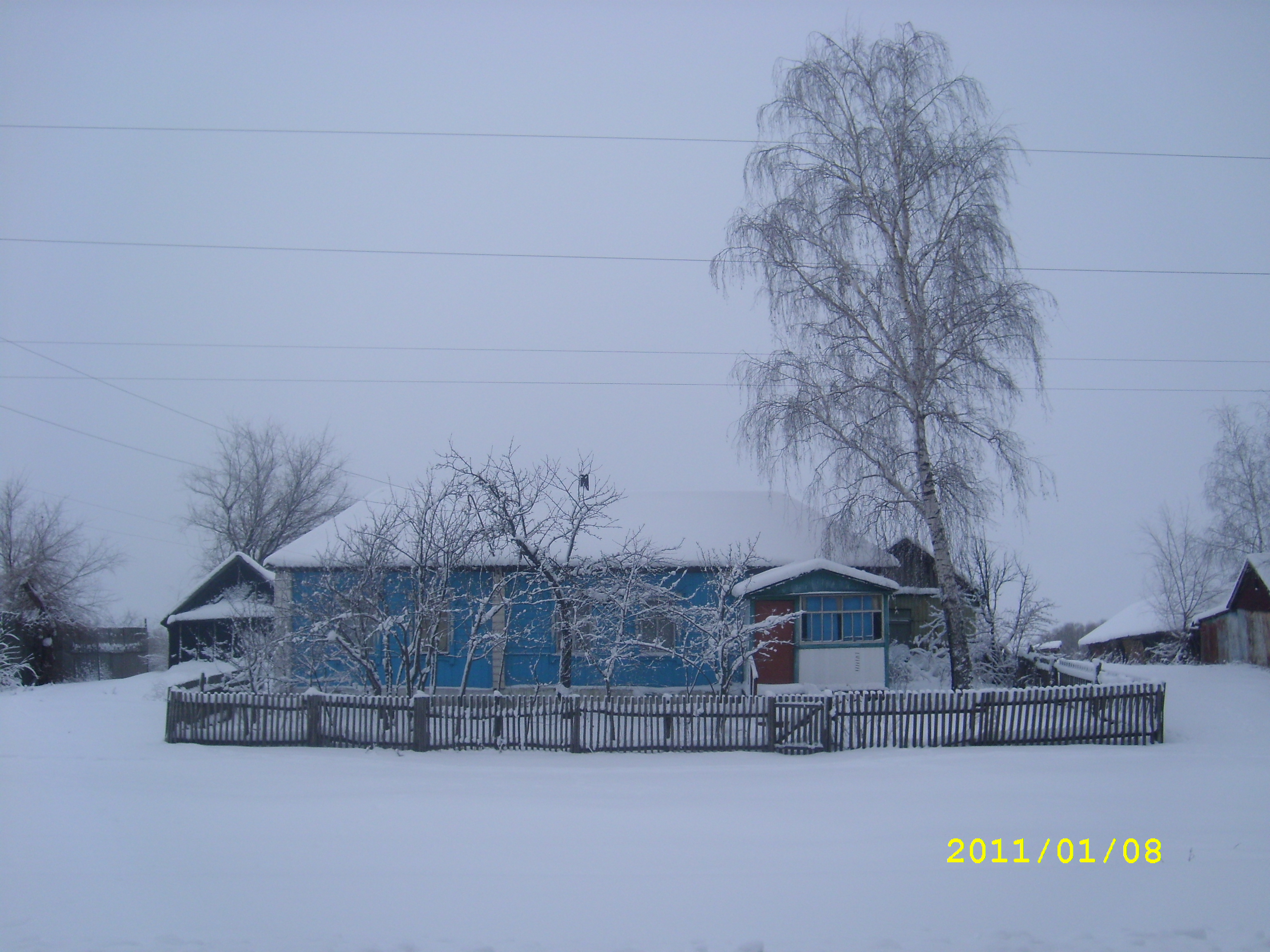
Дом в с. Борщевские пески